# 2012-es Firestone 550
A 2012-es Firestone 550 volt a 2012-es Izod IndyCar Series szezon hetedik futama, melyet 2012. június 9-én rendeztek meg a Texasban található 1,5 mérföldes oválpályán.

## Nevezési lista
| Csapat                           | Motor     | Első pilóta | Első pilóta         | Második pilóta | Második pilóta     | Harmadik pilóta | Harmadik pilóta  | Negyedik pilóta | Negyedik pilóta |
| -------------------------------- | --------- | ----------- | ------------------- | -------------- | ------------------ | --------------- | ---------------- | --------------- | --------------- |
| Team Penske                      | Chevrolet | 2           | Ryan Briscoe        | 3              | Hélio Castroneves  | 12              | Will Power       |                 |                 |
| Panther Racing                   | Chevrolet | 4           | J. R. Hildebrand    |                |                    |                 |                  |                 |                 |
| KV Racing Technology             | Chevrolet | 5           | E. J. Viso          | 8              | Rubens Barrichello | 11              | Tony Kanaan      |                 |                 |
| Dragon Racing                    | Chevrolet | 6           | Katherine Legge     |                |                    |                 |                  |                 |                 |
| Target Chip Ganassi Racing       | Honda     | 9           | Scott Dixon         | 10             | Dario Franchitti   | 38              | Graham Rahal     | 83              | Charlie Kimball |
| A. J. Foyt Enterprises           | Honda     | 14          | Mike Conway         |                |                    |                 |                  |                 |                 |
| Rahal Letterman Laningan Racing  | Honda     | 15          | Szató Takuma        |                |                    |                 |                  |                 |                 |
| Dale Coyne Racing                | Honda     | 18          | Justin Wilson       | 19             | James Jakes        |                 |                  |                 |                 |
| Ed Carpenter Racing              | Chevrolet | 20          | Ed Carpenter        |                |                    |                 |                  |                 |                 |
| Panther-Dreyer & Reinbold Racing | Chevrolet | 22          | Oriol Servià        |                |                    |                 |                  |                 |                 |
| Andretti Autosport               | Chevrolet | 26          | Marco Andretti      | 27             | James Hinchcliffe  | 28              | Ryan Hunter-Reay |                 |                 |
| Sarah Fisher Hartman Racing      | Honda     | 67          | Josef Newgarden     |                |                    |                 |                  |                 |                 |
| Schmidt Hamilton Motorsports     | Honda     | 77          | Simon Pagenaud      |                |                    |                 |                  |                 |                 |
| Lotus-HVM Racing                 | Lotus     | 78          | Simona de Silvestro |                |                    |                 |                  |                 |                 |
| Team Barracuda – BHA             | Honda     | 98          | Alex Tagliani       |                |                    |                 |                  |                 |                 |
| HIVATALOS NEVEZÉSI LISTA         |           |             |                     |                |                    |                 |                  |                 |                 |

## Eredmények

### Időmérő
| Pozíció | #  | Pilóta              | Csapat                           | Motor     | Első kör | Második kör | Összesen   | Átl. seb. (MPH) |
| ------- | -- | ------------------- | -------------------------------- | --------- | -------- | ----------- | ---------- | --------------- |
| 1.      | 98 | Alex Tagliani       | Team Barracuda – BHA             | Honda     | 24.2730  | 24.2965     | 00:48.5695 | 215.691         |
| 2.      | 10 | Dario Franchitti    | Chip Ganassi Racing              | Honda     | 24.2645  | 24.3152     | 00:48.5797 | 215.646         |
| 3.      | 38 | Graham Rahal        | Chip Ganassi Racing              | Honda     | 24.2343  | 24.3660     | 00:48.6003 | 215.554         |
| 4.      | 9  | Scott Dixon         | Chip Ganassi Racing              | Honda     | 24.2768  | 24.3739     | 00:48.6507 | 215.331         |
| 5.      | 12 | Will Power          | Team Penske                      | Chevrolet | 24.2454  | 24.4538     | 00:48.6992 | 215.116         |
| 6.      | 27 | James Hinchcliffe   | Andretti Autosport               | Chevrolet | 24.3566  | 24.3872     | 00:48.7438 | 214.920         |
| 7.      | 11 | Tony Kanaan         | KV Racing Technology             | Chevrolet | 24.3761  | 24.4173     | 00:48.7934 | 214.701         |
| 8.      | 14 | Mike Conway         | A. J. Foyt Enterprises           | Honda     | 24.4532  | 24.3955     | 00:48.8487 | 214.458         |
| 9.      | 26 | Marco Andretti      | Andretti Autosport               | Chevrolet | 24.4070  | 24.4494     | 00:48.8564 | 214.424         |
| 10.     | 15 | Szató Takuma        | Rahal Letterman Laningan Racing  | Honda     | 24.4525  | 24.4560     | 00:48.9085 | 214.196         |
| 11.     | 77 | Simon Pagenaud      | Schmidt Hamilton Motorsports     | Honda     | 24.4835  | 24.4510     | 00:48.9345 | 214.082         |
| 12.     | 2  | Ryan Briscoe        | Team Penske                      | Chevrolet | 24.3756  | 24.5640     | 00:48.9396 | 214.060         |
| 13.     | 22 | Oriol Servià        | Panther-Dreyer & Reinbold Racing | Chevrolet | 24.4733  | 24.4899     | 00:48.9632 | 213.957         |
| 14.     | 8  | Rubens Barrichello  | KV Racing Technology             | Chevrolet | 24.4542  | 24.5108     | 00:48.9650 | 213.949         |
| 15.     | 28 | Ryan Hunter-Reay    | Andretti Autosport               | Chevrolet | 24.4602  | 24.5097     | 00:48.9699 | 213.927         |
| 16.     | 5  | E. J. Viso          | KV Racing Technology             | Chevrolet | 24.5354  | 24.5453     | 00:49.0807 | 213.444         |
| 17.     | 3  | Hélio Castroneves   | Team Penske                      | Chevrolet | 24.5157  | 24.5747     | 00:49.0904 | 213.402         |
| 18.     | 83 | Charlie Kimball     | Chip Ganassi Racing              | Honda     | 24.5536  | 24.6681     | 00:49.2217 | 212.833         |
| 19.     | 18 | Justin Wilson       | Dale Coyne Racing                | Honda     | 24.6740  | 24.7094     | 00:49.3834 | 212.136         |
| 20.     | 20 | Ed Carpenter        | Ed Carpenter Racing              | Chevrolet | 24.8322  | 24.6662     | 00:49.4984 | 211.643         |
| 21.     | 19 | James Jakes         | Dale Coyne Racing                | Honda     | 24.8728  | 24.7189     | 00:49.5917 | 211.245         |
| 22.     | 6  | Katherine Legge     | Dragon Racing                    | Chevrolet | 24.9844  | 24.7726     | 00:49.7570 | 210.543         |
| 23.     | 78 | Simona de Silvestro | Lotus-HVM Racing                 | Lotus     | 25.6985  | 25.6379     | 00:51.3364 | 204.066         |
| 24.     | 4  | J. R. Hildebrand    | Panther Racing                   | Chevrolet | 25.8439  | 25.8650     | 00:51.7089 | 202.596         |
| 25.     | 67 | Josef Newgarden     | Sarah Fisher Hartman Racing      | Honda     |          |             | Nincs idő  |                 |

## Rajtfelállás
| Rajtsor                                           | Belső ív | Belső ív           | Külső ív | Külső ív              |
| ------------------------------------------------- | -------- | ------------------ | -------- | --------------------- |
| 1                                                 | 98       | Alex Tagliani      | 10       | Dario Franchitti      |
| 2                                                 | 38       | Graham Rahal       | 9        | Scott Dixon           |
| 3                                                 | 12       | Will Power         | 27       | James Hinchcliffe     |
| 4                                                 | 11       | Tony Kanaan        | 26       | Marco Andretti        |
| 5                                                 | 77       | Simon Pagenaud (R) | 2        | Ryan Briscoe          |
| 6                                                 | 22       | Oriol Servià       | 8        | Rubens Barrichello    |
| 7                                                 | 28       | Ryan Hunter-Reay   | 5        | E.J. Viso             |
| 8                                                 | 3        | Hélio Castroneves  | 83       | Charlie Kimball       |
| 9                                                 | 18       | Justin Wilson      | 14       | Mike Conway †         |
| 10                                                | 20       | Ed Carpenter       | 15       | Szató Takuma †        |
| 11                                                | 19       | James Jakes        | 6        | Katherine Legge       |
| 12                                                | 4        | J. R. Hildebrand   | 78       | Simona de Silvestro † |
| 13                                                | 67       | Josef Newgarden †  |          |                       |
| † 10 rajthelyes büntetést kapott motorcsere miatt |          |                    |          |                       |

### Verseny
| Pozíció                                                                                    | #  | Pilóta              | Csapat                           | Motor     | Futott kör | Idő/Kiesés oka          | Rajthely | Élen töltött körök száma | Pont |
| ------------------------------------------------------------------------------------------ | -- | ------------------- | -------------------------------- | --------- | ---------- | ----------------------- | -------- | ------------------------ | ---- |
| 1.                                                                                         | 18 | Justin Wilson       | Dale Coyne Racing                | Honda     | 228        | 1:59:02.0131            | 17       | 11                       | 50   |
| 2.                                                                                         | 38 | Graham Rahal        | Chip Ganassi Racing              | Honda     | 228        | +3.9202                 | 3        | 27                       | 40   |
| 3.                                                                                         | 2  | Ryan Briscoe        | Team Penske                      | Chevrolet | 228        | +5.8619                 | 10       | 5                        | 35   |
| 4.                                                                                         | 27 | James Hinchcliffe   | Andretti Autosport               | Chevrolet | 228        | +10.4511                | 6        | 8                        | 32   |
| 5.                                                                                         | 4  | J. R. Hildebrand    | Panther Racing                   | Chevrolet | 228        | +18.7749                | 23       | 0                        | 30   |
| 6.                                                                                         | 77 | Simon Pagenaud      | Schmidt Hamilton Motorsports     | Honda     | 228        | +21.3883                | 9        | 0                        | 28   |
| 7.                                                                                         | 3  | Hélio Castroneves   | Team Penske                      | Chevrolet | 227        | +1 Kör                  | 15       | 0                        | 26   |
| 8.                                                                                         | 12 | Will Power          | Team Penske                      | Chevrolet | 227        | +1 Kör                  | 5        | 24                       | 24   |
| 9.                                                                                         | 98 | Alex Tagliani       | Team Barracuda – BHA             | Honda     | 227        | +1 Kör                  | 1        | 20                       | 23   |
| 10.                                                                                        | 19 | James Jakes         | Dale Coyne Racing                | Honda     | 227        | +1 Kör                  | 21       | 0                        | 20   |
| 11.                                                                                        | 11 | Tony Kanaan         | KV Racing Technology             | Chevrolet | 227        | +1 Kör                  | 7        | 0                        | 19   |
| 12.                                                                                        | 20 | Ed Carpenter        | Ed Carpenter Racing              | Chevrolet | 227        | +1 Kör                  | 19       | 0                        | 18   |
| 13.                                                                                        | 67 | Josef Newgarden     | Sarah Fisher Hartman Racing      | Honda     | 226        | +2 Kör                  | 25       | 0                        | 17   |
| 14.                                                                                        | 10 | Dario Franchitti    | Chip Ganassi Racing              | Honda     | 225        | +3 Kör                  | 2        | 0                        | 16   |
| 15.                                                                                        | 6  | Katherine Legge     | Dragon Racing                    | Chevrolet | 224        | +4 Kör                  | 22       | 0                        | 15   |
| 16                                                                                         | 14 | Mike Conway         | A.J. Foyt Enterprises            | Honda     | 224        | +4 Kör                  | 18       | 0                        | 14   |
| 17.                                                                                        | 26 | Marco Andretti      | Andretti Autosport               | Chevrolet | 222        | +6 Kör                  | 8        | 0                        | 13   |
| 18.                                                                                        | 9  | Scott Dixon         | Chip Ganassi Racing              | Honda     | 173        | Baleset                 | 4        | 133                      | 14   |
| 19.                                                                                        | 5  | E. J. Viso          | KV Racing Technology             | Chevrolet | 129        | Gyújtás                 | 14       | 0                        | 12   |
| 20.                                                                                        | 22 | Oriol Servià        | Panther-Dreyer & Reinbold Racing | Chevrolet | 89         | Üzemanyagnyomás         | 11       | 0                        | 12   |
| 21.                                                                                        | 28 | Ryan Hunter-Reay    | Andretti Autosport               | Chevrolet | 66         | Üzemanyag befecskendező | 13       | 0                        | 12   |
| 22.                                                                                        | 15 | Szató Takuma        | Rahal Letterman Lanigan Racing   | Honda     | 63         | Baleset                 | 20       | 0                        | 12   |
| 23.                                                                                        | 83 | Charlie Kimball     | Chip Ganassi Racing              | Honda     | 29         | Baleset                 | 16       | 0                        | 12   |
| DNS                                                                                        | 8  | Rubens Barrichello  | KV Racing Technology             | Chevrolet | 0          | Nem indult†             | 12       | 0                        | 6    |
| DNS                                                                                        | 78 | Simona de Silvestro | HVM Racing                       | Lotus     | 0          | Nem indult†             | 24       | 0                        | 5    |
| † Barrichello és de Silvestro nem indultak a versenyen, mert az üzemanyagnyomásuk elszállt |    |                     |                                  |           |            |                         |          |                          |      |

### Verseny statisztikák
A verseny alatt 9-szer változott az élen álló személye 7 versenyző között.
| Változás az élen | Változás az élen  |
| Kör              | Élen              |
| ---------------- | ----------------- |
| 21               | Scott Dixon       |
| 117              | Justin Wilson     |
| 126              | Scott Dixon       |
| 134              | James Hinchcliffe |
| 142              | Scott Dixon       |
| 171              | Will Power        |
| 195              | Ryan Briscoe      |
| 200              | Graham Rahal      |
| 227              | Justin Wilson     |

| Élen töltött körök száma | Élen töltött körök száma |
| Körök                    | Versenyző                |
| ------------------------ | ------------------------ |
| 133                      | Scott Dixon              |
| 27                       | Graham Rahal             |
| 24                       | Will Power               |
| 20                       | Alex Tagliani            |
| 11                       | Justin Wilson            |
| 8                        | James Hinchcliffe        |
| 5                        | Ryan Briscoe             |

| Sárga zászlók: 4 alkalommal összesen 32 körön át | Sárga zászlók: 4 alkalommal összesen 32 körön át |
| Körök                                            | Ok                                               |
| ------------------------------------------------ | ------------------------------------------------ |
| 31-39                                            | #83-as autó balesete a 4-es kanyarban            |
| 65-70                                            | #15-ös autó balesete a 3-as kanyarban            |
| 131-137                                          | #5-ös autó megállása az 1-es kanyarban           |
| 174-183                                          | #9-es autó balesete a 4-es kanyarban             |

## Bajnokság állása a verseny után
Pilóták bajnoki állása
| Pozíció | Pilóta             | Pontok |
| ------- | ------------------ | ------ |
| 1       | Will Power         | 256    |
| 2       | Scott Dixon        | 220    |
| 3       | James Hinchcliffe  | 208    |
| 4       | Hélio Castroneves  | 203    |
| 5       | Simon Pagenaud (R) | 199    |

Gyártók bajnoksága
| Pozíció | Gyártó    | Pontok |
| ------- | --------- | ------ |
| 1       | Chevrolet | 54     |
| 2       | Honda     | 51     |
| 3       | Lotus     | 28     |